# Калугерово (Софийская область)
Калугерово (болг. Калугерово) — село в Болгарии. Находится в Софийской области, входит в общину Правец. Население составляет 193 человека (2022).

## Политическая ситуация
В местном кметстве Калугерово, в состав которого входит Калугерово, должность кмета (старосты) исполняет Наталия Петкова Василева (Болгарская социалистическая партия (БСП)) по результатам выборов правления кметства.
Кмет (мэр) общины Правец — Красимир Василев Живков (Красимир Василев Живков) по результатам выборов в правление общины.